# 東京都クラブバスケットボール連盟
東京都クラブバスケットボール連盟（とうきょうとクラブバスケットボールれんめい）は、東京都におけるクラブチームのバスケットボール連盟。平成23年5月31日現在男子42チーム、女子15チームが所属している。

## 主催大会
- 東京都バスケットボール夏季選手権大会（6月ごろ）
- 東京都バスケットボール秋季選手権大会（10月ごろ）
- 東京都クラブバスケットボール選手権大会（12月ごろ）